# Natsume (empresa)
Natsume Co.,Ltd. és una empresa japonesa de videojocs amb base a Shinjuku, Tòquio (Japó). Fou fundada el 20 d'octubre de 1987 i el seu actual eslògan és Dream Creator. L'octubre de 1988 creà la seua filial nord-americana Natsume Inc., amb base a Burlingame (Califòrnia). El seu eslògan és Serious Fun. Entre els jocs que ha publicat es troben S.C.A.T.: Special Cybernetic Attack Team, Wild Guns, Shadow of the Ninja, Lufia II: Rise of the Sinistrals i The Ninja Warriors.

## Sagues destacades

### Harvest Moon / Bokujō Monogatari
- Harvest Moon (Super Nintendo, 1997)
- Harvest Moon GB/GBC (Game Boy, Game Boy Color, 1997)
- Harvest Moon 64 (Nintendo 64, 1999)
- Harvest Moon 2 (Game Boy Color, 1999)
- Harvest Moon: Back to Nature (PlayStation, 2000)
- Harvest Moon For Girls (PlayStation, 2000)
- Harvest Moon 3 (Game Boy Color, 2000)
- Harvest Moon: Save the Homeland (PlayStation 2, 2001)
- Harvest Moon: Friends of Mineral Town (Game Boy Advance, 2003)
- Harvest Moon: A Wonderful Life (Nintendo GameCube, 2004)
- Harvest Moon: A Wonderful Life Special Edition (PlayStation 2, 2005)
- Harvest Moon: More Friends of Mineral Town (Game Boy Advance, 2005)
- Harvest Moon: Another Wonderful Life (Nintendo GameCube, 2005)
- Harvest Moon: Sprite Station for Girls (Nintendo DS, 2005)
- Bokujou Monogatari: Boy & Girl (PSP, 2005)
- Harvest Moon DS (Nintendo DS, 2006)
- Harvest Moon: Magical Melody (Nintendo GameCube, 2006)
- Bokujou Monogatari: Kimi to Sodatsu Shima (Nintendo DS, Próximamente)
- Harvest Moon (Wii, Próximamente)
- Harvest Moon Online (PC, Próximamente)

### Legend of the River King / Kawa no Nushi Tsuri
- Kawa no Nushi Tsuri (Nintendo Entertainment System, 1990)
- Kawa no Nushi Tsuri 2 (Super Nintendo, 1995)
- Nushi Tsuri 64 (Nintendo 64, 1998)
- Legend of the River King / Kawa no Nushi Tsuri 3 (Game Boy, 1999)
- Kawa no Nushi Tsuri (PlayStation)
- Nushi Tsuri 64: Shiokaze ni Notte (Nintendo 64, 2000)
- Legend of the River King 2 / Kawa no Nushi Tsuri 4 (Game Boy Color, 2001)
- Kawa no Nushi Tsuri 5 (Game Boy Advance, 2002)
- River King: A Wonderful Journey / Kawa no Nushi Tsuri: Wonderful Journey (PlayStation 2, 2006)
- Kawa no Nushi Tsuri 3 & 4 (Game Boy Advance, 2006)
- Kawa no Nushi Tsuri: Komorebi no Tani Seseragi no Uta (Nintendo DS, Próximamente)
- Kawa no Nushi Tsuri (PSP, Próximamente)

### Pocky & Rocky / KiKi KaiKai
- Pocky & Rocky / KiKi KaiKai: Nazo no Kuro Manto (Super Nintendo, 1992)
- Pocky & Rocky 2 / KiKi KaiKai: Tukiyozoushi (Super Nintendo, 1994)
- Pocky & Rocky with Becky / KiKi KaiKai Advance (Game Boy Advance, 2001)

### Medabots / Medarot
- Medarot Navi: Kabuto (Game Boy Advance, 2001)
- Medarot Navi: Kuwagata (Game Boy Advance, 2001)
- Medabots AX: Metabee Version (Game Boy Advance, 2002)
- Medabots AX: Rokusho Version (Game Boy Advance, 2002)
- Medarot G (Game Boy Advance, 2002)
- Medarot: Rokusho - Silver - (Game Boy Advance, 2003)
- Medarot: Metabee - Gold - (Game Boy Advance, 2003)
- Medabots: Infinity / Medarot Brave (Nintendo GameCube, 2003)
- Shingata Medarot: Kuwagata Version (Game Boy Advance, 2004)
- Shingata Medarot: Kabuto Version (Game Boy Advance, 2004)

Nota: alguns dels jocs d'aquestes sagues han estat publicats o desenvolupats per altres empreses com Pack-In-Video, Imagineer i Marvelous Interactive.